# Consonne spirante latérale alvéolaire voisée
 (janvier 2023).
Si vous disposez d'ouvrages ou d'articles de référence ou si vous connaissez des sites web de qualité traitant du thème abordé ici, merci de compléter l'article en donnant les références utiles à sa vérifiabilité et en les liant à la section « Notes et références ».
La consonne spirante latérale alvéolaire voisée est un son consonantique fréquent dans de nombreuses langues. Son symbole dans l'alphabet phonétique international est [l].

## Caractéristiques
Voici les caractéristiques de la consonne spirante latérale alvéolaire voisée :
- Son mode d'articulation est spirant, ce qui signifie qu'elle est produite en amenant un point d'articulation près d'un autre, sans toutefois créer une turbulence dans le courant d'air.
- Son point d’articulation est alvéolaire, ce qui signifie qu'elle est articulée avec soit la pointe (apical) soit la lame (laminal) de la langue contre la crête alvéolaire.
- Sa phonation est voisée, ce qui signifie que les cordes vocales vibrent lors de l’articulation.
- C'est une consonne orale, ce qui signifie que l'air ne s’échappe que par la bouche.
- C'est une consonne latérale, ce qui signifie qu’elle est produite en laissant l'air passer sur les deux côtés de la langue, plutôt que par le milieu.
- Son mécanisme de courant d'air est égressif pulmonaire, ce qui signifie qu'elle est articulée en poussant l'air par les poumons et à travers le chenal vocatoire, plutôt que par la glotte ou la bouche.

## En français
Le [l] français peut être apical ou laminal.
Il peut aussi être prononcé en allophone dévoisé devant les consonne sourdes, ou encore en position finale ou isolée comme dans peuple ([pœpl̥] : le fait qu'il est dévoisé est indiqué par le petit rond souscrit diacritique).

## Autres langues
L'anglais fait usage de deux types de latérales, qui sont des allophones : à côté du [l], dit « l clair » (clear l), il comporte une variante vélarisée dite « l sombre » (dark l) notée [ɫ] ou [lˠ] ou encore [lˤ] (voir l'article : « Consonne spirante latérale alvéolaire vélarisée voisée »). La distribution de ces deux sons varie selon les usages de l'anglais. Dans la Received Pronunciation, ils sont en distribution complémentaire : le [l] s'emploie devant voyelle, le [ɫ] dans les autres positions (y compris celle de consonne syllabique : comme dans whistle /ʍɪsl̩/).
L'italien possède le [l], par exemple dans les mots pala, lato et vola.
L'espagnol aussi possède le [l] comme dans les mots lengua española 
/ˈleŋ.ɡwa es.paˈɲo.la/ (« langue espagnole »), justement.